# Кејт Аткинсон
Кејт Аткинсон MBE (енгл. Kate Atkinson 20. децембар 1951) је енглеска књижевница, позната по серији детективских романа о Џексону Бродију по којима је ББС ван снимио серију Историје случаја. Добила је Витбредову награду 1995. године за роман Иза кулуса. Исту награду, сада под именом Коста књижевна награда, добила је и 2013. и 2015. године.

## Биографија
Кћерка власника продавнице, Аткинсон је рођена у Јорку, који је и место радње неколико њених књига. Рано образовање стекла у приватној припремној школи, и касније у Женској гимназији краљице Ане у Јорку. Страствени читалац од детињства, студирала је енглеску књижевност на Универзитету у Дандију, где је и завршила мастер 1974. године. Остала је у Дандију да би докторирала америчку књижевност са темом „Постмодерна америчка кратка прича у свом историјском контексту“. Међутим, није успела да положи усмени испит. Ипак њено изучавање постмодерних америчких писаца попут Курта Вонегата утицале су на њен каснији рад. Након што је напустила универзитет, радила је на разним пословима, од кућне помоћнице до правног секретара и наставника.
Кејт Аткинсон се удала два пута. Први пут док је била студент, за оца своје прве ћерке Еве. Потом и за оца своје друге ћерке Хелен. Једно време је живела у Витбију, у северном Јоркширу,, али сада живи у Единбургу.

## Књижевна каријера
Током касних седамдесетих и током већег дела осамдесетих Аткинсон је обављала разне послове, због којих није могла развија своја књижевна интересовања. Међутим, у периоду 1981–82. почела је писање кратких прича, налазећи да је кратки форма ефикасан излаз за њену креативну енергију. Касније те деценије, њена кратка прича „У Кини“ победила је на такмичењу часописа Woman’s Own. Награда ју је инспирисала да пише белетристику и за друге часописе. Године 1993, њена кратка прича „Кармичне мајке - чињеница или измишљотина?“ о две жене хоспитализоване због покушаја самоубиства и њихов опоравак поред породилишта, освојила је Награду Ијан Ст. Џејмс. Прича је адаптирана за телевизију 1997. године.
Њен први роман, Иза кулиса, освојио је књигу Витбредову награду 1995. године и постао бестселер Сандеј Тајмса.Роман се фокусира на Руби Ленокс, чија приповест о самооткривању на крају постаје прича о опстанку њене породице кроз два светска рата.
Од тада је објавила више романа, драма и кратких прича.У свом другом роману, Људски крокет (1997), Аткинсон је употребила магични реализам како би главној јунакињи Исобел Ферфакс и прошлости њене породице донела митски квалитет. Њена склоност експериментисању нарочито је истакнута у њеном следећем роману Емоционално чудно (2000), у којем је одређеним ликовима додељивала различите фонтове. Исте године, по њеној драми Напуштање премијерно је изведена представа у позоришту Траверс у Единбургу.
Почев од романа Историје случаја (2004),започела писање серије криминалистичких трилера у којима је главни лик Џексон Броди, приватни детектив и бивши полицијски инспектор. Остале књиге из ове серије су Невероватно загонетно убиство (2006), Када ће бити добрих вести? (2008), Рано пођох, поведох пса  (2010) и Рано пођох, поведох пса (2019). 
Живот после живота (2013) је роман у којем главна јунакиња Урсула Тод више пута умире и поново се рађа. У сваком новом животу Урсула се суочава са различитим изборима и ситуацијама које имају потенцијал да промени ток историје. Роман је био необичан спој научне фантастике и драме и запажен је по проницљивом приказивању људске природе. Ушла је у ужи избор за Женску књижевну награду 2013. године, а освојила је Коста књижевну награду за најбољи роман за 2013. годину.
Бог у рушевинама (2015) прати живот војног пилота Тедија Тода, Урсулиног брата, мада је он изостављен из каснијих поновних рађања,  са крајње реалистичнијим приступом нарацији. У Транскрипцији (2018), жена мора да се суочи са својом прошлошћу као радница MI5 током Другог светског рата. 
Аткинсон је критиковала извештавање медија о њеном раду, када је, на пример, освојила  Витбредову  награду, највише пажње су посветили чињеници да је  „самохрана мајка“ која живи изван Лондона.
Кратку причу „Срећни што живимо сада“ из 2009. године поклонила је Oxfam's Ox-Tales пројекту, антологији британских прича у четири тома, које је написало 38 аутора. Њена прича објављена је у тому Земља.
У марту 2010.године, Кејт Аткинсон се појавила на Књижевном фестивалу у Јорку, где је премијерно читала премијерно поглавља из њеног новог романа Рано пођох, поведох пса, чија је радња углавном у енглеском граду Лидсу.
Кејт Аткинсон је именован чланом Реда Британског Царства (MBE) на Рођенданским почастима 2011. за заслуге у књижевности.

### Романи
- Иза кулиса (1995)
- Људски крокет (1997)
- Емоционално чудно (2000)
- Живот после живота (2013)
- Бог у рушевинама (2015)
- Транскрипција  (2018)[11]
- Линија вида  [12]

### Романи о Џексону Бродију
- Историје случаја (2004)
- Невероватно загонетно убиство (2006)
- Када ће бити добрих вести? (2008)
- Рано пођох, поведох пса (2010)
- Велико небо (2019)[13][14]

### Драме
- Лепо (1996)
- Напуштање (2000)[1][7]

### Збирке прича
- Није крај света (2002)

### Телевизијске адаптације
Прва четири романа о Џексону Бродију, прилагодили су други писци за ББС серију под називом Историје случаја, у којој Бродија игра Џејсон Ајзакс.
У Сједињеним Државама 2015. године Шонда Рајмс је продуцирала серију The Catch, засновану на причи који је написала Аткинсон, а у којој глуми Мирел Енос.

## Награде
- 1995. Витбред награда (Књига године), за Иза кулиса
- 2009. Награда Златни бодеж за роман Када ће бити добрих вести? (номинација)[17]
- 2009. Британска књижевна награда (Победник књижевног клуба Ричард и Џуди) за Када ће бити добрих вести?
- 2013. Коста књижевна награда (Роман) за Живот после живота[18]
- 2014. Награда Валтер Скот (ужи избор) за Живот после живота[19]
- 2014. Награда South Bank Sky Arts Award за Живот после живота[20]
- 2015. Коста књижевна награда (Роман) за Бог у рушевинама[21]